# Blastobasis luteella
Blastobasis luteella é uma espécie de insetos lepidópteros, mais especificamente de traças, pertencente à família Blastobasidae.
A autoridade científica da espécie é Sinev & Karsholt, tendo sido descrita no ano de 2004.
Trata-se de uma espécie presente no território português.